# Liste der Baudenkmäler in Vogtareuth
Auf dieser Seite sind die Baudenkmäler in der oberbayerischen Gemeinde Vogtareuth zusammengestellt. Diese Tabelle ist eine Teilliste der Liste der Baudenkmäler in Bayern. Grundlage ist die Bayerische Denkmalliste, die auf Basis des Bayerischen Denkmalschutzgesetzes vom 1. Oktober 1973 erstmals erstellt wurde und seither durch das Bayerische Landesamt für Denkmalpflege geführt wird. Die folgenden Angaben ersetzen nicht die rechtsverbindliche Auskunft der Denkmalschutzbehörde.

## Einzeldenkmäler

### Vogtareuth
| Lage                                    | Objekt                        | Beschreibung | Akten-Nr.     | Bild           |
| --------------------------------------- | ----------------------------- | --- | ------------- | -------------- |
| Eglhamer Straße 2 (Standort)            | Stadel                        | Bundwerkstadel mit Flachsatteldach, 2. Hälfte 19. Jahrhundert, und eingebautem Getreidekasten in Blockbauweise, 17. Jahrhundert | D-1-87-181-3  | weitere Bilder |
| Kapellenfeld (Standort)                 | Kapelle St. Franziskus        | Massivbau mit Krüppelwalmdach und Putzgliederung, um 1650; mit Ausstattung; an der Straße nach Rosenheim. | D-1-87-181-12 | weitere Bilder |
| Kirchplatz 1 (Standort)                 | Kath. Pfarrkirche St. Emmeram | Saalbau mit Satteldach und südlichem Kuppelturm, spätgotisch, 2. Viertel 15. Jahrhundert erbaut, 1720 barockisiert, 1738 Vorhalle, 1923 durch Anbau erweitert; mit Ausstattung; Friedhofsummauerung, wohl spätmittelalterlich; Friedhofskapelle St. Michael, Walmdachbau mit Putzgliederungen, 2. Hälfte 15. Jahrhundert, 1713 nach Brand in ursprünglicher Form wiederhergestellt, Ende 19. Jahrhundert zur Lourdesgrotte umgestaltet. | D-1-87-181-1  | weitere Bilder |
| Kirchplatz 8; Kirchplatz 8 a (Standort) | Schloss Vogtareuth            | ehemaliges Vogteigebäude, dreigeschossiger, schindelgedeckter Walmdachbau mit Flacherkern und rundbogigem Marmorportal des 16. Jahrhunderts, nach Brand 1703–04 unter Verwendung von Mauern des 1539 entstandenen Vorgängerbaus wieder errichtet; Schlossökonomie, erdgeschossiger, schindelgedeckter Walmdachbau, gleichzeitig erbaut und wieder errichtet.                                                                            | D-1-87-181-6  | weitere Bilder |
| Krankenhausstraße 4 (Standort)          | Stadel                        | Bundwerkstadel mit einseitig abgeschlepptem Flachsatteldach, massivem Anbau und Bemalung, bezeichnet 1848. | D-1-87-181-9  | weitere Bilder |
| Rosenheimer Straße 3 (Standort)         | Pfarrhof                      | bestehend aus Wohnhaus, zweigeschossiger Satteldachbau mit Stichbogenfenstern, 1851, und Stallgebäude, erdgeschossiger Flachsatteldachbau mit traufseitig verschaltem Heuboden, gleichzeitig. | D-1-87-181-10 | weitere Bilder |
| Wasserburger Straße 8 (Standort)        | Kleinbauernhaus               | zweigeschossiger Blockbau, 2. Hälfte 17. Jahrhundert | D-1-87-181-11 | weitere Bilder |

### Benning
| Lage                 | Objekt     | Beschreibung                                                                                                   | Akten-Nr.     | Bild |
| -------------------- | ---------- | --- | ------------- | ---- |
| Benning 4 (Standort) | Hofkapelle | Satteldachbau mit Putzgliederung, 1684 als Pestkapelle erbaut, 1781 bezeichnet im Giebelfeld; mit Ausstattung. | D-1-87-181-13 | BW   |

### Entberg
| Lage                 | Objekt | Beschreibung                                                                               | Akten-Nr.     | Bild |
| -------------------- | ------ | ------------------------------------------------------------------------------------------ | ------------- | ---- |
| Entberg 1 (Standort) | Stadel | Riegel-Bundwerkstadel mit Satteldach und teils massivem Sockel, 1. Drittel 19. Jahrhundert | D-1-87-181-15 | BW   |

### Entmoos
| Lage                 | Objekt                    | Beschreibung | Akten-Nr.     | Bild           |
| -------------------- | ------------------------- | --- | ------------- | -------------- |
| Entmoos 2 (Standort) | Kapelle Unsere Liebe Frau | Halbwalmdachbau mit westlichem Dachreiter mit Zwiebelhaube und Putzgliederung, Mitte 18. Jahrhundert; mit Ausstattung. | D-1-87-181-16 | weitere Bilder |
| Entmoos 3 (Standort) | Stadel                    | Bundwerkstadel mit Flachsatteldach und eingebautem Getreidekasten in Blockbauweise, 1827.                              | D-1-87-181-17 | BW             |

### Hölking
| Lage                 | Objekt | Beschreibung | Akten-Nr.     | Bild |
| -------------------- | ------ | --- | ------------- | ---- |
| Hölking 7 (Standort) | Stadel | Bundwerkstadel mit Flachsatteldach, frühes 19. Jahrhundert, und eingebautem Getreidekasten in Blockbauweise, 17./18. Jahrhundert | D-1-87-181-18 | BW   |

### Seeleiten
| Lage                                   | Objekt | Beschreibung | Akten-Nr.     | Bild |
| -------------------------------------- | ------ | --- | ------------- | ---- |
| Seeleiten 1; Nähe Seeleiten (Standort) | Stadel | Bundwerkstadel mit Flachsatteldach und eingebautem Getreidekasten in Blockbauweise, 1. Hälfte 19. Jahrhundert; Hofkapelle, Massivbau mit Krüppelwalmdach und Putzgliederung, modern bezeichnet 1821. Kruzifix | D-1-87-181-20 | BW   |

### Straßkirchen
| Lage                        | Objekt                       | Beschreibung | Akten-Nr.     | Bild           |
| --------------------------- | ---------------------------- | --- | ------------- | -------------- |
| Straßkirchen 2 a (Standort) | Stadel                       | Bundwerkstadel mit Flachsatteldach, 19. Jahrhundert | D-1-87-181-23 | BW             |
| Straßkirchen 4 (Standort)   | Kath. Filialkirche St. Georg | Saalbau mit Satteldach und Südturm mit Steildach, spätgotisch, 2. Hälfte 15. Jahrhundert erbaut, 1732 im Inneren durch Wolf Ganterer barockisiert; mit Ausstattung; Friedhofsmauer, im Kern spätmittelalterlich. | D-1-87-181-22 | weitere Bilder |

### Tödtenberg
| Lage                     | Objekt | Beschreibung                                                                              | Akten-Nr.     | Bild           |
| ------------------------ | ------ | ----------------------------------------------------------------------------------------- | ------------- | -------------- |
| Tödtenberg 6 (Standort)  | Stadel | Bundwerkstadel, mit Flachsatteldach und teils massivem Sockel, Mitte 19. Jahrhundert      | D-1-87-181-27 | weitere Bilder |
| Tödtenberg 21 (Standort) | Stadel | Bundwerkstadel mit Flachsatteldach und teils massivem Sockel, Schalbrett bezeichnet 1808. | D-1-87-181-29 | weitere Bilder |

### Weikering
| Lage                   | Objekt                    | Beschreibung | Akten-Nr.     | Bild |
| ---------------------- | ------------------------- | --- | ------------- | ---- |
| Weikering 7 (Standort) | Stadel                    | Bundwerkstadel mit Flachsatteldach, wohl Ende 18. Jahrhundert, und eingebautem Getreidekasten in Blockbauweise, Mitte des 16. Jahrhunderts (1535?). | D-1-87-181-40 | BW   |
| Weikering 7 (Standort) | Wohnteil des Bauernhauses | zweigeschossiger Flachsatteldachbau mit Bundwerkgiebel und Segmentbogenfenstern, Anfang 19. Jahrhundert                                             | D-1-87-181-30 | BW   |

### Winkl
| Lage               | Objekt | Beschreibung | Akten-Nr.     | Bild |
| ------------------ | ------ | --- | ------------- | ---- |
| Winkl 3 (Standort) | Stadel | Bundwerkstadel mit Flachsatteldach, teils massivem Sockel und eingebautem Getreidekasten in Blockbauweise, 1. Hälfte 19. Jahrhundert | D-1-87-181-31 | BW   |

### Zaisering
| Lage                      | Objekt                          | Beschreibung | Akten-Nr.     | Bild           |
| ------------------------- | ------------------------------- | --- | ------------- | -------------- |
| Hauptstraße 4 (Standort)  | Getreidekasten in Blockbauweise | an das Bauernhaus angebaut, 18. Jahrhundert; Stadel, Bundwerkstadel mit Flachsatteldach, frühes 19. Jahrhundert, und eingebautem Getreidekasten in Blockbauweise, älter.                                   | D-1-87-181-34 | weitere Bilder |
| Hauptstraße 8 (Standort)  | Kath. Filialkirche St. Vitus    | Saalbau mit Satteldach, Nordturm mit Spitzhelm und Putzgliederung, neugotisch, 1881–82 Neubau durch Michael Gaisberger unter Verwendung des spätgotischen Turmes und der Choraußenmauern; mit Ausstattung. | D-1-87-181-32 | weitere Bilder |
| Hauptstraße 8 (Standort)  | Friedhofskapelle                | Satteldachbau mit Putzgliederung, 18. Jahrhundert; mit Ausstattung. | D-1-87-181-33 | BW             |
| Hauptstraße 30 (Standort) | Stadel                          | Bundwerkstadel mit Flachsatteldach und eingebautem Getreidekasten in Blockbauweise, 1. Hälfte 19. Jahrhundert                                                                                              | D-1-87-181-37 | BW             |

### Zaißberg
| Lage                  | Objekt | Beschreibung                                                                                 | Akten-Nr.     | Bild |
| --------------------- | ------ | -------------------------------------------------------------------------------------------- | ------------- | ---- |
| Zaißberg 1 (Standort) | Stadel | Bundwerkstadel mit Flachsatteldach und eingebautem Getreidekasten, 1. Hälfte 19. Jahrhundert | D-1-87-181-39 | BW   |

## Ehemalige Baudenkmäler
In diesem Abschnitt sind Objekte aufgeführt, die früher einmal in der Denkmalliste eingetragen waren, jetzt aber nicht mehr. Objekte, die in anderem Zusammenhang – also z. B. als Teil eines Baudenkmals – weiter eingetragen sind, sollen hier nicht aufgeführt werden. Aktennummern in diesem Abschnitt sind ehemalige, jetzt nicht mehr gültige Aktennummern.

| Lage                         | Objekt               | Beschreibung                                                                                                   | Akten-Nr.     | Bild |
| ---------------------------- | -------------------- | --- | ------------- | ---- |
| Kirchplatz 4, 4 a (Standort) | Gasthaus Klosterwirt | stattlicher dreigeschossiger Bau, um 1800.                                                                     | D-1-87-181-4  | BW   |
| Sulmaring 5 (Standort)       | Zugehöriger Stadel   | um 1900, mit einbezogenen Bundwerkteilen des Vorgängerbaus und eingebautem Getreidekasten, 18./19. Jahrhundert | D-1-87-181-24 | BW   |